# キリングバイツ
『キリングバイツ』は、村田真哉原作、隅田かずあさの作画による日本の漫画。『月刊ヒーローズ』（ヒーローズ）にて2014年1号から2020年12月号（休刊号）まで連載され、のちウェブコミック配信サイト『コミプレ』にて続きを配信中。本作のスピンオフとして、『ほしがりすぎでしょ!? 稲葉さん』が『コミプレ』にて、2020年8月21日～2022年11月25日まで連載された。

## あらすじ

### 第1章

#### 出会い、奇妙な生活
都内某所、大学生・野本裕也は短期バイトで知り合った知人たちに何の事情も告げられずに「ドライバーをやってほしい」と連れられ、夜道を歩く女子高生を誘拐するという犯罪計画に巻き込まれてしまう。野本は良心の呵責から車を止めて知人に犯罪行為から辞退すると言うが、それに返事をしたのは被害者の女子高生・宇崎瞳だった。知人たちは標的となった瞳を野本の運転する車の中で強姦しようとするが、野本が運転してる最中に瞳に殺されていた。瞳の指示で人気の無い廃材置き場に案内された野本はそこで出会った獣闘士「獅子（レオ）」の名を持つ谷優吾と同じ獣闘士「蜜獾（ラーテル）」の名を持っていた瞳の「獣人」同士による血で血を争う「牙闘（キリングバイツ）」を目撃することとなり、決闘は「蜜獾（瞳）」の勝利で幕を閉じた。
翌日、瞳に連れられた野本は、瞳の保護者を名乗る『「牙闘」管理局』の局長・祠堂零一と対面。そこで祠堂から「獣人」の存在と、日本経済を裏で支配している4つの財閥が「獣人」たちを使い、財界での発言権を賭けた代理戦争「牙闘」を知ることとなり、同時に3か月後に行われる「牙闘獣獄刹（キリングバイツデストロイヤル）」に、野本は獣闘士「蜜獾」（瞳）の唯一の出資者として参加すること、並びに参加者となる瞳には出資者である野本のボディガードとして同居することを告げられる。是非の有無を言わされず参加することとなった野本と野本を警護することとなった瞳は、全戦無敗を誇っていたという「獅子」から勝利した瞳を今回の「牙闘」における台風の目と見た各財閥からその日を境に目を付けられるようになる。
野本と瞳を殺害して「獣獄刹（デストロイヤル）」の参加資格を奪おうとする八菱財閥の獣闘士「山荒（ラウディ）」の襲撃を受けた後、石田財閥に所属する獣闘士「河馬（ヒポ）」・岡島壱之助からの申し出と、同じく石田財閥の申し出を受け入れた祠堂からの指示で野本と瞳は石田財閥に所属することとなる。岡島もボディガードとして同居することになる中、野本の通う大学に学生で通うこととなった瞳が八菱財閥所属参加者の獣闘士「狩猟豹（チータ）」・中西獲座や三門財閥所属の獣闘士たちと遭遇、一方の野本も、瞳との「牙闘」で敗北して参加資格を失った「獅子」を連れてきた三門財閥の令嬢・三門陽子から「獣獄刹」参加辞退を要請されるなどの妨害に遭うも無事3か月を乗り切り、「獣獄刹」への参加を果たす。

#### 牙闘獣獄刹（キリングバイツ デストロイヤル）
フィリピン海の無人島「炎蹄島」を舞台とした、各財閥に所属する獣闘士12人による「獣獄刹」が開催。開催時点で財界の発言権を所持していた三門財閥は常勝要因であった「獅子」を欠くことになるも、三門の財力も利用して陽子が主導で選りすぐった屈強揃いの獣闘士「穿山甲（パンゴリン）」・「巨猩羅（ゴリラ）」・「熊（ベア）」を選出。八菱財閥は「獅子」の好敵手である獣闘士「虎（ティガ）」・中西大河とその実妹である獲座、管理局からの指示で協力参加した獣闘士「麝香猫（シベット）」を加えて参加。香港マフィアの用心棒や暴走族などならず者を擁し、爬虫類系の獣闘士を多く所属させている角供財閥は三門に負けず劣らずの実力を持つ曲者揃いの獣闘士「鰐（クロコダイル）」・「壷舞螺（コブラ）」・「守宮（ゲッコー）」が参加。財閥の中で最も財力が弱い石田財閥は、石田財閥会長夫人の叩き上げの部下である岡島、岡島の説得で石田に所属した獣闘士「兎（ラビ）」・稲葉初、そして台風の目として注目を浴びる「蜜獾」（瞳）による寄せ集め構成となった。
「獣獄刹」開始早々、「蜜獾」が「熊」を討ち倒したことを皮切りに、各所で鉢合わせた獣闘士が次々と試合を展開。「熊」を始めとし、「壷舞螺」、「鰐」、「守宮」、「巨猩羅」、「麝香猫」と次々と脱落・絶命していき、試合も終盤に差し掛かって「蜜獾」と「虎」が死闘を展開する中で陽子が選出した「穿山甲」が猛威を振るい、一撃で「蜜獾」を戦闘不能に陥らせ、「蜜獾」を除けば唯一「獅子」と渡り合える実力を持つ「虎」と「虎」に加勢した「河馬」も立て続けに撃破される。実力に劣る「狩猟豹」が立ち向かおうとした瞬間、突如毛並みを白く変色させてかつての「原種の獣人」として覚醒・復活した「蜜獾」が「穿山甲」に再戦。「蜜獾」は「穿山甲」の鋭利な鱗の尾で右腕を切断されさらに執拗に体を貫かれるも、一瞬の隙をついて「穿山甲」の口の中に爪を捻じ込ませ、そのまま頭蓋を貫く致命傷を与える。しかしそれまで受けたダメージで体力が限界を迎えてしまい、痛み分けの形で脱落する。一方、頭蓋を砕かれた「穿山甲」は脳漿を飛び散らしながら立ち上がるも、「狩猟豹」に喉笛を掻っ切られて遂に絶命する。「狩猟豹」は唯一生き残り且つ戦闘能力が皆無の「兎」を悠々と仕留めに掛かるも、「兎」が逃げ回る最中に躓いたことが原因の偶発的な蹴りが「狩猟豹」の顎に命中。「狩猟豹」は脳震盪を起こしてあっけなく脱落してしまい、「兎」が優勝するという大番狂わせとなった。
しかし、ここに至って角供財閥総理事・角供雅は以前から管理局と石田財閥、八菱財閥が秘密裏に利害関係を築いて財界の完全掌握を図っているのではと疑いの目を掛けており、優勝を逃した場合に備え、刺客として獣闘士「避役（カメレオン）」部隊を使って生き残った獣闘士を始末して優勝を横取りしようとする不正を働く。しかしその企みも現地に素早く赴いた、「牙闘」実況司会者を務めていた祠堂の秘書・篠崎舞によって阻止され、不正の代償として角供雅も三門財閥会長・三門陽参のボディガードをしていた「獅子」に始末される。これで財閥のトップによる混乱も終息したかに見えたが、今度は祠堂が三門陽参に対して三門財閥が「牙闘」を利用して経済を長期に渡って私物化し、我欲に徹して不安定経済に陥らせたと看破。
これに対して「貴様ら弱者の存在こそ罪」と言い張るも直後に「管理局」と石田・八菱財閥と密かに協力関係を結んでいた「獅子」によって殺害される。「穿山甲」のパートナーをしていた陽子は失意の中で陽参のいる部屋に赴くと、既に陽参が始末された後で、管理局と石田財閥と八菱財閥と三門財閥内の「反会長派」の4グループが結託して起こした「理想的政変（イデアルクーデター）」を目の当たりにし、地位を完全に失うこととなった。

#### 閉幕と別れ
「獣獄刹」閉幕から2週間後、岡島も瞳もいなくなって普段の生活に戻った野本は、試合の配当金の入ったジュラルミンケースと俄かにも信じられない体験をしたことを思いだす日々を繰り返していた。そんな中、突然瞳から呼び出しのメールが届いた。呼び出しのメールが来たその夜、瞳と初めて会った廃材置き場に到着した野本は、そこで切断された右腕をつなぎ治す途中の状態の瞳と再会する。再会を喜ぶ野本は瞳に、瞳と出会ってからの彼女との交流と「牙闘」を通じて、今まで流されるように生きてきた自分を変えることができたことをプロポーズまがいに告げる。瞳は野本の言葉に頬を赤らめるも、「野本を殺せ」という祠堂の指示を実行し、野本を殺害する。祠堂の部下・柴山が運転する車に戻り、野本の亡き骸が放置されたままとなった廃材置き場を後にする瞳は柴山に対して「別に悲しくねぇし」と言い張るも、その目ははっきりと大粒の涙を流していた。

### 第2章

#### 2年後の世界
「獣獄刹」閉幕から2年後、財界の発言権を手に入れた石田財閥と協力関係となった八菱財閥の援助を受けた管理局主導の下、公にされなかった「獣人」や「牙闘」の存在が公表され、
新政令「獣化法」によって獣人に関する規制緩和が実施され、獣化手術も合法化された社会が形成されようとしていた。中でも、東京島湾内の人工島に新しく設置された特別自治区「政令指定獣人解放特別区域」（通称「獣人特区」）では、獣化した状態の人間と獣化しない一般人が平等で街中を歩いている光景が日常的となっており、かつて非合法な賭け試合でしかなかった「牙闘」も、「獣化法」による厳しい取り締まりによって競技者精神に則った世界的エンターテインメントスポーツとして様変わりしていた。そんな街に「牙闘」での優勝を夢見る15歳の少女・戌井純が訪れた。純は正式な獣闘士として認定されるための「試闘（オーディション）」で、不良女子高生の「牙魔猫（タスマニアデビル）」・黒居佑を相手に「媚戌（ビーグル）」に獣化して初めての実践試合に臨む。試合は互いに一歩も譲らない好戦闘を展開するが、1人の出資者の若者が立ち入り禁止のフェンスを越えてまで純にアドバイスをしたことが原因で2人は失格退場処分となってしまう。
無効試合の原因として警備員に取り押さえられた若者は石田財閥会長夫人の尊聖羅が「自身の身内」だと説得したことで解放されたが、その若者はなんと2年前に獣闘士「蜜獾」・宇崎瞳に殺害されたはずの野本裕也だった。参加資格を失って「獣人特区」を当て所無く歩く純は「牙闘」管理局員を名乗る獣闘士「雨蛙（フロッグ）」に言い包められて性的犯罪に遭いそうになるも、「純を探してくれたら2人に出資する」という野本の条件に乗った佑に助けられる。野本が出資者兼保証人となったおかげで獣闘士に認定され、区立学校に入学した純はそこで折り紙付きの不良として名が知れていた佑と再会する。
「試闘」や「雨蛙」の件で何かしらの運命を悟った純を佑は突っぱねる中、ふとしたことで同学校の社会科教師である獣闘士「麒麟（ジラフ）」との牙闘に発展。学校の一部を破壊するまでになる中、闘いの匂いを嗅ぎつけてきた「蜜獾」・宇崎瞳が介入してきたため、「麒麟」が敗けを宣言して戦闘は終了となったが、「蜜獾」の存在は純と佑は自分たちの実力差をまざまざと知らされることとなる。「麒麟」との一件の夜、佑の紹介で非公式の「牙闘」が行われている獣人特区番外地「金網通り」に連れられた純は、2年前の「獣獄刹」で優勝したことで様々な噂話が広まって「蜜獾」「獅子」以上の影の実力者という尾ひれが付いてしまった獣闘士「兎」・稲葉初と対面する。
初がボスとして管理する「忍陣畠（キャロットフィールド）」で佑が獣闘士「犀（ライノ）」との戦闘の最中に2人の不在を知った野本がやってきたことで、野本と初が思わぬ再会を果たすこととなった。初の事情を知った野本は管理局に密告しない条件として純を大ベテランの獣闘士「狼（ウルフ）」と闘わせるという試合カードを組まれ、「狼」の圧倒的な実力に窮地に立つも野本の犬笛を使った戦略で辛くも勝利する。「忍陣畠」を見渡せる所で瞳と獣闘士「狩猟豹」・中西獲座は共に「媚戌」と「狼」の試合を観戦するが、2人はそこで観客に紛れて試合の様子を見ている死んだはずの野本を目撃。さらに野本と「媚戌」の犬笛による一糸乱れぬ連携を見せつけられた瞳は激しい怒りを覚えた。
翌日、学校に登校した純と佑は何時の間にか名前で呼び合うほどの仲になり、管理局の「試闘」部門の役員となった獣闘士「河馬」・岡島壱之助から「牙闘」の本大会予選の選出を発表され、純と佑、そして体力測定で体育に駄々をこねていた生徒・護藤ハイジが選出された。本大会予選出場が決まった日の夜、公園で純が野本の特訓を受ける中、瞳と野本は2年ぶりの再会をすることになった。殺意を隠そうともしない瞳に警戒する純だが、野本と瞳は互いの意志の齟齬を確認して牙闘での決着を誓うこととなる。様々な思惑が交差する中、「獣獄祭（デスティバル）」と冠された牙闘大会の第1次予選が開催されることとなる。

## 登場人物
声優は、特記が無い限りオーディオドラマ版・アニメ版共通。

### 主要人物
宇崎 瞳（うざき ひとみ）
声 - 雨宮天
第1章の主人公。「蜜獾（ラーテル）」の名を持つ獣闘士。身長・164センチメートル。スリーサイズB86/W58/H87。可愛らしい外見に似合わず、「殺すぞ」が口癖のぶっきらぼうな話し方が目立つ、がさつで凶暴な性格だが、スイーツが大好きで恩人である祠堂の命令には従順で彼のことになると別人のように乙女になる。一方で彼の命令とはいえ、短くも時間を過ごした野本を手に掛けたことには涙を流すなど情がないわけではない。
獣化時は、頭部にラーテルの耳が生え、黒い体毛に覆われた姿へと変貌する。戦闘では体毛によってあらゆる攻撃に耐えながら、爪でカウンター攻撃する「蜜獾斬（スラッシュ）」を得意とする。さらに毒に対する耐性も持っている。なお、通常時も大学生を一発で殴り倒す攻撃能力（筋力）と常人より優れた回復力を持つ他、強敵と対峙し、どれだけ深手を負わされ様とも、一歩も退かない「死をも恐れない鋼のメンタル」も持ち合わせている。
野本 裕也（のもと ゆうや）
声 - 羽多野渉
大学2年生。漫画研究会。誕生日は3月16日。身長・172センチメートル。長野出身。
何ごとにも流されやすい気弱な性格の平凡な青年だったが、瞳に出会い牙闘の存在を知ったことで、半ば強制的に瞳の出資者兼プレイヤーとして「牙闘獣獄刹」に参加する羽目になる。瞳の要求に従った指示を出す形だったが、その中で「自分の決断から逃げない強さ」に気づく。
「牙闘獣獄刹」終了後、3億円もの配当を受け取って日常に戻ったものの、祠堂の命令を受けた瞳の攻撃を受け致命傷を負わされるが、石田財閥に救い出され獣化手術の施術により一命をとりとめた。しかし社会的には死亡したことになっているため、戸籍管理の緩い獣人特区でしか活動できない。
第2章では、試闘に参加した純に目を付けて出資者として援助する。以前と比べて飄々とした態度に変化しており、犬笛を使用した指示出しで純の戦いをバックアップする。獣化した姿は鴉（カラス）で瞳の追跡を撒くほどの速度を誇り、ゲーム（開発中止）のヒクイドリの足場響を除けば初めて原作に登場した鳥の獣人となる。獣化した際は腕を巨大なカラスの翼に部分獣化させる他、肌も黒くなる。獣人の中でも非常に希少種な鳥獣人（アヴェシア）で獣化した純と大神の素早い動きを見て、犬笛で指示出しができる他、牙闘獣獄刹にて瞳からの合図に合わせて出していた指示も野本が無意識に発揮していたカラスの能力によるもので、祠堂の抹殺命令も野本に秘められた可能性を祠堂が羨み、恐れていたためであることが判明する。忍陣畠で純の戦いを見ていた瞳や犬笛を聞いていた大神の報告によって管理局と祠堂に生存を知られてしまい、後日、瞳と2年ぶりの再会を果たす。「獣獄祭」で早くも大河と戦うことになってしまった純を救出すべくジュトリックパークに向かおうとしたところを妨害行為とみなした瞳に止められるが、鳥獣人としての正体を現し、瞳を誘導する形でパークへ向かう。瞳の追跡を撒いた後は、メガテリウムに変位獣化して暴走する宇崎和から純を犬笛でギリギリ助けるが、中継カメラに映されたことで管理局にはすでに知られているとはいえ結果的に自身の存在を公にしてしまうが、「獣獄祭」終了後、重傷を負った瞳とともに公から姿を消す。数日後、第3章冒頭に於いて重傷を負った瞳を石田財閥の運営していた特区外の石田遺伝子化学診療センターに担ぎこんでいたことが明らかになる。
中西 獲座（なかにし えるざ）
声 - 内田真礼
八菱財閥に所属する獣闘士で大河の妹。身長・160センチメートル。スリーサイズB79/W55/H82。
獣闘士「狩猟豹（チータ）」の名を持ち、部分獣化の状態でも、獣化している瞳の攻撃をほぼ至近距離から回避し、高速走行状態のまま急反転できるほど高い瞬発力を発揮することができる。チーターだけに動体視力もよく、既出した瞬発力と相絡まって、相手に攻撃されてもすぐに受け身をとれる防御力も発揮できる。獣化すると猫耳が生え、掌が小さめの猫グローブのような形状になる。極度のブラコンで兄の大河を誰よりも敬愛している。「牙闘獣獄刹」では瀕死の穿山甲にトドメを刺し、最後に残った兎を瞬殺とするが相手が弱いと高を括ったこともあり、兎が偶然に起こしたサマーソルトキックにより返り討ち遭い、最後の脱落者となった。
第2章では兄である大河が旅に出ているため、牙闘から遠ざかっていた。獣獄祭予選に新人たちを振るい落とす古参「Aチーム」として参加。佑や萌相手にも優勢に戦うが、守宮敗北の知らせを受けて予選参加資格を失う。しかし、佑たち新人の力を認め、本選での対戦を楽しみとする。
稲葉 初（いなば うい）
声 - 上坂すみれ
石田財閥に属している獣闘士。身長・148センチメートル。スリーサイズB83/W56/H85。
獣闘士「兎（ラビ）」の名を持ち、獣化すると頭部にウサギの耳が生え、両腕の肘から先と下半身がウサギそのものとなる。
地下の土を掘り進んで、巨大な迷路や落とし穴を築き、それらを使用して戦闘や逃走を行える利点があるが、兎の性欲の強さも発現されており、「麝香猫」のフェロモン攻撃に著しく弱い短所もある。昔から勉強も運動も苦手で家族からもバカにされていた。獣化適性を見出されて手術を受けてみれば発現したのは戦闘力という点では獣闘士中でも最低ランクという「兎」だった。だが、並み居る強豪が潰しあった「牙闘獣獄刹」で紆余曲折の末に偶発的ではあるが転んだことで持ち前の脚力が発揮され、最後に残った狩猟豹を倒したことで優勝してしまう。
第2章では表舞台から退いて裏牙闘「忍陣畠（キャロットフィールド）」を主催。その顔役となっているが、2年前の戦いが結果しか伝わっていないため、うわさに尾ひれが付きまくりとんでもない実力者だと思い込まれている。そのことに思うところはあるが、カミングアウトするタイミングもなく状況に合わせてさらにハッタリを重ねてしまっている。そこでは人参ジュースを愛飲しており、箔を付けようと男物のスーツを着ているが、明らかにオーバーサイズで似合っていない。
獣獄祭では裏牙闘の無許可興行を免責する代わりに大会を中継する獣人カメラクルーの指導を押し付けられる。主要クルーであるJTK48と同じ衣装を着て佑の前に現れるが、「獣獄刹」で因縁のある獲座と遭遇してしまう。想定外の展開で散々怖い目に遭ったが、それによって目ぼしい選手が減ってしまったと忍陣畠内で使える者はいないかと問いただされ、雑用をしている「象（エレファス）」を挙げる。
牙闘本戦「獣獄死」において大神と共に解説者として実況席に座るが、相変わらずハッタリを重ねて墓穴を掘っている。
単行本第11巻以降の巻末おまけ漫画では彼女を主人公とした「ひた隠せ！稲葉さん」が始まっており第1章終了以降の動向を描かれている。
スピンオフ漫画「ほしがりすぎでしょ!?稲葉さん」の主人公。
戌井 純（いぬい ぴゅあ）
声 - 田中美海
第2章からの主人公。「媚戌（ビーグル）」の名を持つ獣闘士。天真爛漫な少女。15歳。
捨て子だったため幼少期に施設で過ごし、友達も少ない。そこで飼われていたビーグル犬「ヌヌーピ」と一緒に過ごす時間が多かったが、ある日、不慮の事故に遭い、祠堂のいる病院に運び込まれ獣化手術によって命を取り留めた。そして、10年後に「牙闘獣」への参加に決意する。
ヌヌーピの分まで強く生きると決意し、小中学校時代の長期休暇は飛騨山中で過ごし野犬や熊と戦った経験がある。出資者となった野本による調教訓練を受け、犬笛による指示に条件反射レベルで反応することで第3者視点からの戦いを行う。
「獣獄祭」において佑、ハイジと組んで参加するも途中で逸れてしまい戦闘で気を失ってしまうが和に介抱される。和と別れ戦線に復帰するもしばらくした後に獣巨人と遭遇。仲間や野本、瞳と合流した後仲間との連携で優位に進むも戦いの中、獣巨人の正体が和と知り戦意を喪失してしまい、その躊躇が佑の死に繋がることとなった。目前で友を喪ったことにより躊躇を捨てての牙による一撃で獣巨人を辛くも勝利するが、親友とも呼べる二人の友を失ったため「獣獄祭」終了後「牙闘」から離れることとなる。数日後、第3章開始時においては以前のような覇気は無いものの「牙闘」に復帰はするが、かって佑とは縁もしくは因縁のあった者たちに目に付けられてしまう羽目になる。
彼女の特有の能力か妄想の産物かは不明だが時折意識下に関わっていた者たち(故人がほとんど)と会話することがある。
ヌヌーピ
純が引き取られた養護施設で飼われていたビーグル犬。純の話し相手だったが、共に施設の外に出た際に交通事故に遭い死亡する。犬ではあるが純よりもよほど大人。

### 石田財閥
瞳が「牙闘獣獄刹（キリングバイツ・デストロイヤル）」にて参加の名目上所属している財閥。4財閥中もっとも資産が乏しい。岡島を財閥に引き込む以前から「牙闘」に影の部分があると踏んでおり。第1章終盤、八菱の反乱を表向きでは同調しながらも第2章以降は独自に八菱と管理局の目を盗みながら調査を続けている。
尊 聖羅（ソン・セイラ）
声 - 南條愛乃
石田財閥に属している獣闘士の岡島のプレイヤーで株式会社ソンバンク代表取締役夫人。単純な勝ち負けより大事なものがあると語り、配下の獣闘士に対しても「命を捨てるような考え」を窘める。
「牙闘獣獄刹」の決着からの2年後では最高顧問になっており前章にて瞳に殺害されたと思われていた野本を保護していた。
岡島 壱之助（おかじま いちのすけ）
声 - 大川透
石田財閥に所属している獣闘士。身長・189センチメートル。相撲取りのような体格と、九州弁が特徴。獣闘士になることで家族が救われた来歴を持つ。
獣闘士「河馬（ヒポポタマス）」の名を持ち、獣化すると頭部がカバそのものになり皮膚も分厚い装甲で覆われてるかのように硬くなる。だが、その分自重が増えるため、水中以外での戦いは相当不利になる。
「牙闘獣獄刹」の決着からの2年後では管理局の試闘部門に所属しており、特別体育派遣顧問として区立学校に派遣されている。
尊 正義（ソン・セイギ）
声 - 星野充昭
石田財閥運営会総務で株式会社ソンバンク代表取締役。バーコード頭の中年で、他の財閥代表に対して常に腰の低い態度だったが、祠堂や八菱と組んだ造反の際には、それまでの態度を翻し、陽参を「老害」と切り捨てた。
毒島 厳突（ぶすじま がんとつ）
株式会社ソンバンク本社警備員。「牛虐狗（ブルドッグ）」の名を持つ。職務上の示威もあって普段から獣化した姿で行動している。本社受付で高圧的かつ強引に聖羅に繋げと言い張った陽湖を取り押さえたが、岡島に制止される。
聖羅の伝手で働き始めた陽湖の送迎をしている。

### 三門財閥
豊富な資産を持ち、その資産力でもって多くの強豪獣闘士を抱えている。それによって牙闘の勝利をほぼ独占して日本経済を私物化。深刻な停滞を招いたと「牙闘獣獄刹」直後に石田と八菱の造反に遭い会長の陽参が殺害される。その結果、獣化手術と牙闘合法化の際には非合法に行われていた牙闘は三門が行っていたことにされた。
三門 陽湖（みつかど ようこ）
声 - 潘めぐみ
三門財閥の令嬢であり「牙闘獣獄刹」では所属している獣闘士である城戸のプレイヤーとして参加している。生粋のお嬢様ゆえにその考えには独善的なところも多い。当事者ゆえに「牙闘」の裏事情のことはかなり詳しく、「牙闘獣獄刹」開始数日前に野本に対し参加を辞退するように警告をしたことがある。
石田と八菱の造反の際、配下であった谷にも見限られて奴隷として手籠めにされる。
第2章までの2年間、谷の情婦として囲われていたが、かつて自身に屈辱を与えた野本が現れたという情報と、テレビで三門の責任を蒸し返すコメントを聞かされたことをきっかけに谷によって付けられていた首輪（錠前付のチョーカー）を引きちぎり、聖羅の元を訪れて牙闘への参加を申し込む。
「獣獄祭」終了後、第3章では「三井陽湖」という偽名を名乗りつつも聖羅の伝手で石田傘下の企業に事務員として就職し、それまで知らなかった「社会の中で働く」ということにも意義を見出している。八菱からは不確定要素として排除対象と認定され手配された獣人に襲われるが「獅子」に救助される。帰るよう命じられるが「戦うべき相手を見誤ることなく、自分の意志で戦う」と獅子に対しても庇護されるのではなく正面から向き合うという決意表明を行う。
三門 陽参（みつかど ようざん）
声 - 柴田秀勝
三門財閥の会長で陽湖の祖父。祠堂と組んだ石田と八菱の造反の際、角供の会長と共に獅子に殺害される。陽湖いわく、祠堂の野心に惑わされて人が変わったと言うが実情は不明。
谷 優牛（たに ゆうご）
声 - 小野友樹
陽湖に随伴する優男。獣闘士「獅子（レオ）」の名を持ち、獣化すると上半身がライオンそのものの姿になる。巨躯から繰り出す爪の攻撃だけでなく、彼の放つ雄叫び「獅子咆哮（ローリング・レオ）」は本能的な恐怖心で身を強張らせ動きを封じる。本来での「牙闘獣獄刹」では陽湖の駒として彼が参加するはずであったが、瞳との初戦での敗退で受けた傷が元で参加ができなくなってしまっている。大河によると対戦時にはまず相手の力量を見極める癖があり、瞳が勝てたのはラッキーに過ぎないと言っている。
「牙闘獣獄刹」終了直後に石田と八菱の造反に加担。陽参や角供雅を殺害した。第2章では合法化後の牙闘大会で危なげなく優勝を果たし王者となっている。だが、牙闘が表沙汰になってしまったがゆえに王者という立場から動けないとライバルである大河に復帰を求める。
城戸 剛（きど たけし）
声 - 小柳良寛、泊明日菜（少年時代）
身長・190センチメートル。獣闘士「穿山甲（パンゴリン）」の名を持ち、獣化すると上半身がセンザンコウ形態の鱗に覆われ、鱗に覆われた長い尾も生える。鱗は鎧のように固く鋭い。そのため、防御のみならず攻撃にも絶大な威力を発揮する。
今回の「牙闘獣獄刹」での陽湖の駒で、獣闘士。獣化していない状態でも戦闘能力が高い。普段は口数は少なく温厚だが、自然崇拝者（ナチュラリスト）のため自然物を破壊するものに対して容赦はしないという二面性のある性格をしている。このような人格形成がなされた原因は幼少時にあり、父親のDVに耐えきれずに出て行った義理の母親が唯一置いていった福寿草を父親に踏みにじられた経験から、植物と母親を同一視するようになった結果、「植物（母）をいじめる=悪者」と判断して排除するようになった。
ジェロム 本郷（ジェロム ほんごう）
声 - 武虎
身長・186センチメートル。三門財閥に所属する獣闘士。元は「幕下最強力士」と呼び声の高い人気外人力士だったが、3年前に外人力士の台頭を八百長による物だと思い込んだ大相撲ファンに包丁で刺され、その男を張り手で殴り飛ばした事件がもとに角界を去り、三門の下に獣闘士となった。
獣闘士「熊（ベア）」の名を持ち，獣化すると上半身が熊そのものになり、その体格から繰り出す強力な張り手「熊掌（ベア・パーム）」を攻撃手段とする。
矢部 正太（やべ しょうた）
声 - 小林裕介
身長・168センチメートル。三門財閥に所属する獣闘士。小柄な眼鏡男で一見知的とも言える外見通り、大河に対しての竜二の戦い方から角供の別の動きがあると微かに感じ取っていた。
獣闘士「巨猩羅（ゴリラ）」の名を持ち，獣化すると二の腕が身長より大きく肥大化したゴリラの腕と化す。肥大化した腕は攻撃だけでなく移動手段にも使用している。
元はいじめられっ子だったようで、弱い相手に対しては過去のトラウマが刺激されてより攻撃的になる。そのため、初を追いつめた際に城戸の前で樹木を破壊してしまい、結果的に城戸のタブーを犯す事となり、攻撃される前に殺そうとして返り討ちに遭い、胴体を真っ二つに両断されて死亡した。
増田 俊彦（ますだ としひこ）
声 - 浜添伸也
三門物産執行役員。「牙闘獣獄刹」では所属している獣闘士である矢部のプレイヤーとして参加している。

### 八菱財閥
三門に次いで資産が豊富であり、前回の獣獄刹にて優勝を収めている。
中西 大河（なかにし たいが）
声 - 中村悠一
身長・180センチメートル。八菱財閥に所属する獣闘士で前回の優勝者。獲座の兄でもある。獅子を宿敵と認めており、対戦を望んでいる。
獣闘士「虎（ティガ）」の名を持ち、獣化すると体中に虎に似た縞模様や猫耳が現れ、二の腕は虎の腕となる。脚力に優れ、森林地帯での戦闘ではかなり強力。必勝パターンは一瞬で相手の死角に回り込む跳躍「跋虎（ばっこ）」から相手の隙を捉えて放つ居合の一撃「虎砲（こほう）」。更に爪を限界まで剥き出しにし、低い重心から神速の域の跋虎を繰り出す本気の構え、「絶爪（ぜっそう）」も存在している。
第2章では「牙闘獣獄刹」の結果に思うところがあったのか牙闘から離れて旅に出ていたが、優牛からの誘いに乗って大会参加を決める。獣獄祭予選に新人たちを振るい落とす古参「Aチーム」として参加。純と遭遇する。優勢に戦うが、守宮敗北の知らせを受けて予選参加資格を失う。
第3章において、「獅子」とのマッチメイクを岩崎弥芯に問いただすが、条件として引き合わされた「宇崎暦」との勝負に敗れ再起不能と言われている。
六条 香織（りくじょう かおり）
声 - 浅川悠
八菱財閥に所属する獣闘士。身長・164センチメートル。スリーサイズB90/W54/H92。
獣闘士「麝香猫（シベット）」の名を持ち、獣化すると下半身がジャコウネコのような毛が生え、足にはかぎ爪ができる。フェロモン「シベトン」を高濃度で圧縮して空気中に散布する「霊猫包香（シベトンラップ）」で戦闘で高まった熱気を獣欲に転化し、相手の闘争心を奪う。
八菱所属の中ではそう強い訳ではないことから獲座は六条が選抜されたことに疑問を呈していた。
品田 正信（しなだ まさのぶ）
声 - 津田英三
八菱自動車代表取締役。「牙闘獣獄刹」では所属している獣闘士である大河のプレイヤーとして参加している。
塚本 鮎美（つかもと あゆみ）
声 - 天野真実
塚本家具代表取締役社長。「牙闘獣獄刹」では所属している獣闘士である獲座のプレイヤーとして参加している。
田中 正（たなか ただし）
声 - 相馬康一
KDDY顧問。「牙闘獣獄刹」では所属している獣闘士のプレイヤーとして参加している。
岩崎 弥芯（いわさき やしん）
声 - 家中宏
八菱財閥総帥兼八菱グループ会長。野心家として三門陽参からも警戒されていたが、祠堂・石田と組んで造反を起こした。人化手術によって生み出される「人権の無い獣闘士」に価値を見出しており、それらを売り出すために古参の実力者も使い潰す算段でいる。

### 角供財閥
4財閥の中でかなりの異質ともいえる存在であり、所属する獣闘士もはぐれものばかりである。三門と八菱の共倒れを狙って漁夫の利を得ようとしている。獣獄刹で参加させている獣闘士は爬虫類をベースとしたものとしており、他の獣闘士以上に桁外れに高い回復力を持っている。また、隠蔽能力の高い「避役（カメレオン）」の特性を持つ獣人による暗殺部隊を持つ。
石田と八菱が管理局に抱き込まれているとして「牙闘獣獄刹」終了直後に結果を覆そうとしたが、逆に管理局に現場を押さえられ、会長の雅は獅子に殺害される。
角供 雅（すみとも みやび）
声 - 天田益男
角供財閥総理事。竜次からは「親父」と呼ばれている。
椎名 竜次（しいな りゅうじ）
声 - 小西克幸
角供財閥に所属する獣闘士。身長・180センチメートル。「鰐（クロコダイル）」の名を持ち、獣化すると上半身が丈夫な鱗が浮き出て頭もワニそのものに変化する。
ワニの特性のため、3人の中で回復力が異常に高く、太い尻尾による打撃攻撃「鰐鎚（デスメイス）」、そしてワニの持つ強力な咬合力を活かした噛み付き「鰐噛（デスバイツ）」を持つ。
元は関東の愚連隊「霊腑帝愛（レプティア）」のリーダー。
大沼 電（おおぬま でん）
声 - 吉野裕行
角供財閥に所属する獣闘士。身長・165センチメートル。「壷舞螺（コブラ）」の名を持ち、部分獣化すると下半身が巨大なヘビそのものに変化し獣化すると手の生えたコブラそのものの姿へと変わる。完全に獣化すると、片目が潰された状態でいながらも舌のセンサー能力で死角にいる対戦相手の位置を察知し、「壷舞螺毒霧（コブラミスト）」を散布することで対戦相手の行動を封じる。竜次の舎弟であるチンピラ。その品性は下劣で敵対者とはいえ、女性への凌辱を常に考えるなど、女性を嬲ると言う後述の「山荒（ラウディ）」の粗科とは違った意味でのサディストとも言える性癖を持っており、獣獄刹開催前のパーティでの最中でも、バニーガールの女性をレイプする等、その様子を垣間見ることができる。
獣獄刹では矢部同様に胴体を両断される傷を負うが、瞳の指示によって回収されて生き延びる。高校中退だったが、第2章では、特区第二高等学校に再入学している。又、結果的に命を助けられた瞳には姉貴分として心酔し、舎弟として行動しており、瞳からは「ニョロ松/ニョロ沼」と呼ばれている。獣獄祭一次予選ではチームC所属の選手として参加。現在は財閥から離れているようだが、石田財閥からの何らかの依頼を受けて行動している。獣獄祭にて野本に誘導された瞳と再会し、宇崎和の情報を与えた。
風真 楓（かざま かえで）
声 - 本田貴子
角供財閥に所属する女性獣闘士で、獣闘士「守宮（ゲッコー）」の名を持つ。身長・170センチメートル。スリーサイズB88/W56/H90。ボンデージ風の戦闘服を着ている。部分獣化すると尾が生え、掌が巨大なヤモリの掌に変化し、獣化すると頭髪の生えた直立歩行する巨大なヤモリに変化するが、彼女の美意識に反するため多用はしたがらない。尾と掌に備わる、掴まれた相手は決して自力で引き剥がせないと言う能力「分子間力超吸着掌（ファンデルスラップ）」で相手を捕えながらの接近戦を得意とする。獣化時は足にもその能力が備わるため、壁や天井を足場とした立体的な戦闘も行える。逆に相手に捕らえられた際の奥の手として「全身の鱗を脱ぎ捨てること」による脱出技があるが、これを行った際には防御力がガタ落ちする上、完全獣化は解除せざるを得ないデメリットももつ。
元は香港マフィアの用心棒で、獣化しない生身の状態でも中国武術を基本とした高度な戦闘技術をもっている。獣闘士となって勝ち星を重ねたことで表向きは角供生命社長秘書となっている。
第2章では獣獄祭予選に新人たちを振るい落とすことを目的とした古参「Aチーム」として参加。ハイジと対戦する。経験差もあって優勢に進むが、底力を発揮したハイジに敗れる。これによってチームAは予選参加資格を喪失した。
岸本 紅里（きしもと あかり）
声 - 岩佐夏芽
角供雅の秘書。岸本姉妹の姉。姉妹の仲はレズビアン。角供財閥に所属する女性獣闘士で、獣闘士「角蜥蜴（ホーンドリザード）」の名を持つ。必殺技は刺血閃で、攻撃態勢に入ると瞳が赤くなり左目から血液を噴射して敵を撃退する。
岸本 朱美（きしもと あけみ）
声 - 岩佐夏芽
岸本姉妹の妹。姉と同じく角供財閥に所属する女性獣闘士。姉の紅里の背後に隠れて右目から血液を噴射して敵を撃退する。
横田 大（よこた まさる）
声 - 松本忍
角供生命常任顧問。「牙闘獣獄刹」では所属している獣闘士である椎名のプレイヤーとして参加している。

### 「牙闘」管理局
祠堂 零一（しどう れいいち）
声 - 小山力也
「牙闘」管理局長で獣人研究の第一人者。元々は遺伝子研究を行う企業を経営していたが、管理局に吸収されている。香港にて生まれ持った獣人である瞳を発見し保護した。研究材料とはいえ、対象の信頼を得るために身体を張る程度の気概は持ち合わせており、そのため瞳は彼に対してだけは従順である。野本に大金を渡し半ば強制的に出資者兼プレイヤーに仕立て、獣獄刹終了後、野本が獣化適性のある人間であることを知ると都合の悪い存在となった野本の殺害を瞳に命令。2年後、純と大神の戦いを見ていた瞳、純と戦った大神の報告で野本の生存を知る。新たに動物そのものを人間に改造する「人化手術」も行えることが判明し、この技術で宇崎和を誕生させた。
柴山（しばやま）
声 - 山本格
祠堂の部下でボディーガードも兼ねる。管理局に吸収される前からの付き合いらしく、祠堂を「社長」と呼ぶこともある。
篠崎 舞（しのざき まい）
声 - 赤﨑千夏
ポニーテールで眼鏡をかけた女性。「牙闘獣獄刹」ではハイテンションなノリで進行役を務めるが、その本来の職務は祠堂の秘書。戦闘能力は高く稲葉を暗殺するために潜ませていた角供財閥の避役暗殺者のカメレオンたちを生身で叩き伏せる程である。純が獣化手術を受けた際にも祠堂に付きしたがっていたなど柴山同様に古い付き合いで祠堂を「社長」と呼ぶこともある。
第2章では管理局総主任という肩書きながら獣獄祭の司会を務める。「狐（フォックス）」の名を持つ獣闘士。

### 獣獄祭参加者
黒居 佑（くろい たすく）
「牙魔猫（タスマニアデビル）」の名を持つ獣闘士。第2章にて登場し、試闘での純の相手。純と対戦するが、野本の干渉によって無効試合となる。その後、野本から純と共に出資され獣闘士となる。
特区区立学校でも札付きの不良少女だが、自分に対してまったく物怖じしない純とチームメイト兼友人となる。
「獣獄祭」一次予選にて純、ハイジとチームを組んで参加をするが、終盤の獣巨人戦に於いて倒れ伏せた獣巨人への攻撃に夢中になっている瞳に攻撃を仕掛け優位に立つも回復した獣巨人の爪による一撃で死亡するが、その事実は表向きには隠蔽されている。
テレビアニメ版では最終回の純が獣人特区に来た場面での1カットにて登場する。
護藤 ハイジ（ごとう ハイジ）
第2章から登場。「山羊（アイベックス）」の名を持つ獣闘士。普段は気だるげな態で、生身の運動能力も高くはない。純、佑とチームを組み「獣獄祭」一次予選に参加する。獣化すると脚が変化し、頭部から角が生える。忍者ヤギとも呼ばれる身軽さと不整地をものともしない脚力、10キログラムを超える重量の角によって相手を打ち上げ続ける必殺技「山羊撹拌撃（アイベックスミキサー）」を使う。
子供のころから高いところが好きだったが、他の誰も自分に付いてこれないのに不満を感じていた。ある日、当時日本に来たばかりの瞳と出会う。自身と同じ位置を知る彼女から（当時はまだ非合法イベントだった）牙闘の存在を聞かされていた。
宇崎 和（うざき のどか）
第2章から登場。「樹懶（スロース）」の名を持つ獣闘士。下手な男性よりも逞しい体つき。戦うことがあまり好きではなく「獣獄祭」一次予選中も洞窟で隠れていたが、純の戦う姿を見て放っておけなくなり、気絶していた純を自分の隠れ家で介抱していた。その見た目から怖がられやすく人付き合いも苦手なようで純が怖くないと言った際には感激していた。獣化すると上半身が肥大化、顔や手がナマケモノとそっくりになる。パワーはすさまじいが、スタミナがまったく無い。その正体は人間ではなく、祠堂が人化手術で人間に改造された生まれつき特殊な遺伝子を持ったノドチャミユビナマケモノの子供で、2人目の「宇崎」と呼ばれる存在。
管理局からは戦闘を含めた行動をモニターされており、獣人としては希少な個体であり、実は感情が昂ぶると臨界点を突破したナマケモノの因子および遺伝子が先祖返りを起こして巨大な獣巨人（ギガント）と称される「大懶獣（メガテリウム）」に変位獣化するなど、古代の絶滅動物に獣化する初の獣人。
灰渕 絵奈（はいぶち えな）
第2章から登場。チームE所属の獣闘士「鬣狗（ハイエナ）」。ルールを都合よく解釈したハメ技や漁夫の利を狙った手段を使う。女性だがハイエナの特性から擬似陰茎があり、女性をレイプする性癖を持つ。そのことで純から「変態の人」とカメラクルーや他選手の前で呼ばれてしまい「変態」の呼称が定着してしまう。
凡崎 萌（はんざき もえ）
第2章から登場。「蠑螈（サラマンドラ）」の名を持つ獣闘士。佑の不良友達であり、チームV所属の獣闘士。獣化すると身体全体が滑りを帯び、手が大型化して尻尾が生え、心臓をぶち抜かれても死なない再生力を発揮する。「痛み=快感」と感じる生粋のマゾヒストで、ダメージが蓄積し絶頂すると背中から毒液を噴射する「蠑螈毒射（サラマンドラファイア）」を使う。
元々コミュニケーションに難のある性格だったが、ケガを負った際に周囲が気を使ってくれたことを切っ掛けに自傷行為を繰り返すようになった。ある日、致命傷を負い獣化手術を受けたことで延命した。
有森 豪（ありもり ごう）
第2章から登場。「大蟻喰（ジャイアント）」の名を持つ獣闘士。佑の不良友達であり、チームV所属の獣闘士。獣化すると上半身がオオアリクイそのものとなり、異質な骨格によって強化された殴打で戦闘を行う。佑に惚れていたようで、獣巨人への攻撃をためらった純を責めるがチームメイトであるランベルトに制止される。
ランベルト 尾形 （ランベルト おがた）
第2章から登場。「更格廬（カンガルー）」の名を持つ獣闘士。佑の不良友達であり、チームV所属の獣闘士。獣化すると顔面と手足がカンガルーとそっくりになり、時速60キロで移動することが可能になり、その脚力を応用した蹴り技、パンチ、締め技などの多種多様な格闘技で戦闘を行う。
佑の死に思うところがない訳ではないが、獣巨人の一撃で気絶していた自分たちに純を責める道理はないと豪を制止している。その点から「まともな人」と思われていたが、高所にいるハイジのパンツを見て一目惚れしたと告白するも撃退され、本戦出場資格を剥奪される。

### その他
乃塒 押絵（のどぐろ おしえ）
声 - 原田彩楓
単行本第10巻までの巻末おまけ「導け!オシエちゃん」の主人公。学校での瞳のクラスメイトである。一見すれば大人しそうに見えるが百合気が強く、時折奇抜な行動力と発想力を持つショートヘアの眼鏡娘。スイーツを食べる瞳の笑顔が好きで、スイーツのおいしい店を見つけては瞳を連れて行き、瞳と親しい人間には異様な嫉妬心をもち、時折普段の彼女から想像できない過激な行動や手段も取る。名前や行動からラーテルと共生関係にある鳥「ノドグロミツオシエ」を連想させるが、最終回エピソードにおいて篠崎から獣化適性も最低ランクで獣化手術もできないと言い渡され、鳥の獣人ノドグロミツオシエに獣化することもないただの一般人に終わっており、おまけコーナーの最終回以外の終わりには必ず「オシエちゃんは獣人でもなんでもない」という決まり文句で締める。なお、鳥の獣人は瞳と一緒に行動していたために押絵が嫉妬していた野本裕也が獣化することとなった。後に第2章の本編にも登場し、瞳を探すために働いていた喫茶店でテレビで自身がなれなかった鳥獣人となった野本を目撃し、さらにテレビに向かって瞳をもっと映すように抗議した。
粗科 涼子（あらしな りょうこ）
声 - 原奈津子
「山荒（ラウディ）」の名を持つ獣闘士。八菱所属というが元々は財閥所属の獣闘士ではない。普段は露出狂の風貌で男を誘い寄ってきたところを腕の部分を部分獣化して虐めるサディストと露出狂が同居したような性癖を持っている。
獣化すると髪の毛は硬質化した巨大な針に変化し、さらに体中に無数の針が生える。攻撃技は、針を無数に飛ばす「山荒嵐（ラウディストーム）」。
大神 陸（おおがみ りく）
第2章から登場。「狼（ウルフ）」の名を持つ獣闘士。還暦間近という年齢で現在は「忍陣畠」の運営スタッフ。しかしその実力は高く管理局から送り込まれた人材発掘特派員でもある。このことから管理局は裏興行については把握しており、稲葉に対しての脅しは面倒な仕事を押し付けるためだったことになる。
純と同様、匂いから相手の心理状態を読む事が出来るが、身体から弱者のフェロモンを出して戦意が無いと思わせて油断を誘ったり、カウンターを狙おうとしている意志を匂いから感じ取って、逆にカウンター返しを狙う等、彼女よりも心理戦、そして持久戦に優れている。
純との戦闘中、犬笛を使う野本の存在も管理局に伝えた。戦闘中の獣人に犬笛で指示する野本が普通の人間ではないことも見抜き、さらにおまけ巻末漫画においても稲葉の本来の実力も見抜く前述の職に任せられるほどの人材探しに優れた洞察力も持っている。
牙闘本戦「獣獄死」において初と共に解説者として実況席に座るが、解説を求められる初よりよっぽど詳しい解説を行っている。散々死者を出しておきながら体裁を気にする運営にも、その場限りのハッタリを重ね続ける初にも辟易気味。
井川 千代松（いがわ ちよまつ）
第2章から登場。特区区立第二高等学校社会科教師。「麒麟（ジラフ）」の名を持つ獣闘士。獣闘士と認定された生徒には牙闘による生徒指導を行う。獣化すると首含めて4メートルに達する長身から繰り出す空爆の如き踏み付け「踏狂大空襲」を使用する。彼に言わせるとこれらの指導は獣闘士という選ばれた者にこそ厳しい教育を施さねばならぬという教師としての「愛」とのことである。しかし、持久力は低い。
盛山（もりやま）
声 - 林大地
大学生。漫画研究会。裕也の部活の友達だが、物言いや判断がほぼ一方通行という典型的なアニメオタク。瞳を一目で気に入りJKと呼んでいる。第2章ではJTK48ファンクラブの支部長となっている。獣獄祭で鳥獣人となった野本の生存を知る。
北條（ほうじょう）
声 - 手塚ヒロミチ
チンピラグループのリーダー。昔短期バイトで知り合った裕也の元同僚。裕也を巻き込んで瞳をレイプしようとしたが、唯一反対していた裕也を除いて仲間共々、返り討ちにあい死亡。
流氓（りゅうまん）
声 - 木内太郎
香港の無法地帯を仕切るマフィアのボス。日本語は話せない。瞳が幼いころに盗みを働いていたが、流氓たちに捕まり助けに入った祠堂や柴山も暴行を受けてしまうが、駆け付けた篠崎に倒された。
有森 智 （ありもり とも）
第3章より登場した有森 豪の妹で小さいながらも兄に似て気は強く「小蟻喰（タマンディア）｣の獣闘士の名を持つが、破壊的とも言える愛らしい外見のため抱きつかれる始末になることが多い。
椎名 咢（しいな あぎと）
第3章の序盤の終盤に純の前に現れた少年。特区第二高校・応援団々長で3年生。「鼉（アリゲーター）」の名を持つ獣闘士。一見すると小柄で線も細く上級生には見えないが、決勝トーナメントへの出場が決まっており純に対して勝利宣言をする。第一章の獣獄刹で死んだ角供所属の獣闘士・椎名竜次の実弟。
宇崎 暦（うざき こよみ）
第3章の序盤の終盤に弥芯の呼び出しに応じ登場した3人目の「宇崎」と呼ばれる存在。「恐爪（デイノニクス）」の名を持つ獣闘士。12歳の若輩の少女だが、実力は獅子以上の実力を持つとされている。特性などは不明ながら立ち会った「虎」を再起不能に陥れている。
王 愛珍（ワン アイヂェン）
牙闘本戦「獣獄死」において配置された交代要員だったが、純と対戦する予定だった有森をKOして乱入してきた。獣闘士「大熊猫（ジャイアントパンダ）」の名をもち、体型と動作から他者の庇護欲を喚起する「愛童反射（キュートレスポンス）」で乱入をうやむやにする。クマ科らしい膂力と共に八極拳を操る拳士。パワーと技、双方を持つ強力な獣闘士だが、純が佐から受け継いだ魔技「魔唸（デアグロル）」怯んだ隙を突かれて敗北した。
敗北後、完全獣化していたのも忘れて獣化の解けた姿（つまり全裸）で姿を見せてしまうなど抜けている部分もある。

## 用語
牙闘（キリングバイツ）
獣人同士の決闘による非合法な賭け試合。選手である獣闘士1人につき最低1000万円の出資金を元金として行われ、一勝するだけでも莫大な配当金を得ることも可能だが、死亡率も高い。後述の「獣化法」制定後は合法となるが、表向きに宣伝されるクリーンさに反して死を伴う危険度は変わっていない。
牙闘獣獄刹（キリングバイツ・デストロイヤル）
牙闘のイベントのひとつで同じフィールドに複数の獣闘士が投入され、投入された獣闘士が最後の一人になるまで戦う生き残り戦。フィールドをチェス盤に見立ててプレーヤーと呼ばれる出資者が振ったダイスの目に従って移動し、同じ升目に入った者が戦って勝負をつける。獣闘士には位置確認・移動指示用の首輪が装着されているが、爆弾が内蔵されておりプレーヤーの移動指示が発せられても従わない（移動できない）と爆発する。
牙闘獣獄祭（キリングバイツ・デスティバル）
合法化2年目の大会1次予選。試合実績や期待値から3人ずつA-Zにチーム分けされ、チームの内1人が負ければ失格となる。
牙闘獣獄死（キリングバイツ・サドンデス）
合法化2年目の大会本選。一見すると単なるトーナメント戦だが、試合中の選手死亡が解禁されている（合法化以前から参加している者にとっては今更な話）。勝利した選手が負傷により試合続行不可能ないし死亡した場合、会場内に配置された「交代要員（スタンドイン）」が本戦入りする。
獣人 / 獣闘士（ブルート）
獣化手術を受けることで特定の「獣」の能力を得た人間。施術者は人の姿から獣の特性を持った姿に変身する獣化能力を持つ。必要な部位のみを変化させ消耗を抑える「部分獣化」も可能。獣人としての能力をフルに発揮する完全獣化を行うとほぼ人と獣の中間という姿になるが、この形態も人寄りか獣寄りかは個々人によって差がある。獣化の度合いはメンタル面の問題もあるが、「守宮」こと風間楓のように自身の美意識から部分獣化にとどめている場合もある。
その戦闘力から施術者は体質的な適性以上に人格面での厳正なチェックを受けていたが、祠堂が局長になった際に基準が大幅に緩和された。手術を受けるために必要な獣化因子は保持者が「10万人に1人」という割合だが、手術の結果どのような特性を持てるかは個々人の内面に関わっており、けして戦闘向きではない特性となる者もいる。爬虫類・両生類など、本来哺乳類である人類から遠い特性に適応する者は犯罪者などの反社会的かつ原始的凶暴性を持つ者が多く、獣化形態も非人間的なシルエットになる。
鳥類の獣人も存在するが非常に希少種な獣人とされているほか、第3章では鮫や蛸といった海棲生物の獣人も登場している。
獣人としての特性によって戦闘力は千差万別であり、明らかに格上の相手には本能的に委縮してしまう一面もある。合法化以降は獣闘士に限らず牙闘の実況アナウンサーなどの運営スタッフや牙闘の宣伝タレントになる者も多い。
JTK48（ジェイティーケー48）
合法化以後に猫獣人の少女たちで結成されたアイドルグループ。獣獄祭では彼女らに52人足した100人がカメラクルーとして会場を駆け回ることとなる。
獣化手術（じゅうかしゅじゅつ）
個々人が遺伝子中に持つ獣のゲノム特性を引き出し強化する手術。第1章では違法手術だったが、1章終盤から2章までの2年間で「獣化法」という形で合法化される。初期の時点では成功率も高くはなかったが、第2章では健康診断の血液検査で適性値を調べられるようになり、希望者は手術を受けられるため爆発的に数を増やしている。
人化手術（じんかしゅじゅつ）
獣化手術と同様の理屈で動物を人間化する技術。この手術を受けた生物は人の姿と知能を得て文字通り「人間並みの能力」を得るが、人間ではないため、当然人権は適用されない。

獣化法（じゅうかほう）
正式名は「特定遺伝子組換改革法」。4大財閥のテコ入れで農作物・家畜などの品種改良を隠れ蓑に獣化手術を合憲合法化した法律。これによって獣化手術と牙闘を合法的な産業・ビジネス化した。
試闘（オーディション）
合法化以降に獣闘士としてデビューするために出資者を募る試合で3か月に一度行われている。このイベントはあくまで出資者が獣闘士を見定めるためのものであり、試合の結果に関係なく出資者がいればデビューは可能で、逆に試合に勝っても出資者の目に留まらずに出資金が集まらなければデビューはできない。未成年の場合、合格すれば特区区立学校に奨学金付きで入学・入寮できる。
獣人特区（じゅうじんとっく）
正式名は「政令指定獣人解放特別区域」。獣化法の施行によって獣人に関する規制を緩和するために作られた人工島。牙闘の開催地であり、未成年が通う学校も設立されている。獣人同士の私闘は禁止されているが、獣闘士として認められていれば話し合いの延長として問題を牙闘で解決することが容認されており、特区学校では牙闘による生徒指導も行われている。
島内の番外地では資格を問わず参加できる裏牙闘「忍陣畠（キャロットフィールド）」も行われている。
獣人特区立自然公園（じゅうじんとっくりつしぜんこうえん）
通称「ジュトリックパーク」。3平方キロメートルにおよぶ敷地を持ち、獣獄祭1次予選の会場となる。基本出会ったその場で対戦開始といったルールだが、各所に設置されたトイレだけは非戦闘地帯に設定されている。

## 書誌情報
- 村田真哉（原作）・隅田かずあさ（作画）『キリングバイツ』ヒーローズ〈ヒーローズコミックス〉、既刊25巻（2025年6月30日現在）
  1. 2014年9月5日発売[14]、ISBN 978-4-86468-379-1
  2. 2014年10月4日発売[15]、ISBN 978-4-86468-383-8
  3. 2015年3月5日発売[16]、ISBN 978-4-86468-402-6
  4. 2015年9月5日発売[17]、ISBN 978-4-86468-431-6
  5. 2016年3月5日発売[18]、ISBN 978-4-86468-452-1
  6. 2016年9月5日発売[19]、ISBN 978-4-86468-472-9
  7. 2017年3月4日発売[20]、ISBN 978-4-86468-493-4
  8. 2017年10月5日発売[21]、ISBN 978-4-86468-521-4
  9. 2018年1月25日発売[22]、ISBN 978-4-86468-535-1
  10. 2018年3月5日発売[23]、ISBN 978-4-86468-545-0
  11. 2018年8月4日発売[24]、ISBN 978-4-86468-582-5
  12. 2018年12月29日発売[25]、ISBN 978-4-86468-608-2
  13. 2019年6月5日発売[26]、ISBN 978-4-86468-650-1
  14. 2019年9月5日発売[27]、ISBN 978-4-86468-668-6
  15. 2020年3月5日発売[28]、ISBN 978-4-86468-705-8
  16. 2020年8月5日発売[29]、ISBN 978-4-86468-736-2
  17. 2021年2月27日発売[30]、ISBN 978-4-86468-786-7
  18. 2021年7月29日発売、ISBN 978-4-86468-820-8
  19. 2022年2月28日発売、ISBN 978-4-86468-871-0
  20. 2022年7月29日発売[31]、ISBN 978-4-86468-899-4
  21. 2022年12月27日発売、ISBN 978-4-86468-144-5
  22. 2023年7月28日発売、ISBN 978-4-86468-182-7
  23. 2024年2月28日発売、ISBN 978-4-86468-223-7
  24. 2024年9月28日発売[32]、ISBN 978-4-86468-282-4
  25. 2025年6月30日発売[33]、ISBN 978-4-86805-057-5

巻末には特別描き下ろし漫画として「導け!オシエちゃん（1-10）」「ひた隠せ!稲葉さん（11-）」が掲載されている。
- 村田真哉（原作）・隅田かずあさ（作画）『ほしがりすぎでしょ!? 稲葉さん』ヒーローズ〈ヒーローズコミックス〉、全3巻
  1. 2021年2月27日発売[34]、ISBN 978-4-86468-788-1
  2. 2021年12月27日発売、ISBN 978-4-86468-847-5
  3. 2022年12月27日発売、ISBN 978-4-86468-145-2

## コンピュータゲーム
フィールズよりPlayStation 4およびPlayStation Vita用ゲームソフトとして発売予定だったが、2017年に開発の中止が発表された。

### ゲームオリジナルの獣闘士
犬神 小夜
手術ベースは「西伯利亜狼（シベリアオオカミ）」。
獣化すると耳を立てた犬耳とふさふさした尻尾と腕には銀色の毛と鋭い爪が生える。
心の闇を持っており、どこからか獣化手術の噂を聞き自ら被検体に志願した。
鎧塚 万葉
手術ベースは城戸と同じ「穿山甲（パンゴリン）」。
獣化すると黒光する鱗が両腕と足に覆われ、臀部も太く鱗で覆われた尻尾も生え、両手も鋭く太い爪が生える。
元々は剣道道場の跡取り娘であったが兄が獣化を使い父を殺害後失踪、その失踪した兄を追うが、その中で「牙闘」の情報を得てそれに参加するため、自ら被検体に志願し獣闘士となる。
足羽 響
手術ベースは「火食鳥（カズワル）」。
獣化すると両腕が羽毛に覆われ、両足が大きな三本指となり巨大な爪が生える。
父親が経営してるボクシングジムの買収を防ぐため獣闘士に。男っぽい性格で、曲がったことが嫌いな性格。喧嘩っ早い反面、女の子らしさに憧れている。
黒夜 愛
手術ベースは「蝙蝠（バット）」。
獣化すると眉から触覚が伸び、両腕と両脚が黒い皮膜に覆われ、手足には鉤爪が生える。
ハニートラップを得意とする女泥棒。とあるターゲットに接近する過程で牙闘の存在を知り、獣闘士となる。表面上は明るく闊達、人の懐に入るのが上手い。
この他、パンダの獣闘士のイラストが『月刊ヒーローズ』のゲーム開発速報記事にて確認されていた。

## テレビアニメ
2017年3月1日発売の『月刊ヒーローズ』4月号にて原作者である村田真哉の新連載『ヒメノスピア』の掲載と共に、アニメ化が発表された。2017年9月30日にティザービジュアルが公開され、監督は西片康人、アニメーション制作は「アルスラーン戦記」などで知られるライデンフィルムが担当することが発表された。2017年11月1日には宇崎瞳（ラーテル）役の雨宮天、野本裕也役の羽多野渉、中西獲座（チータ）役の内田真礼、稲葉初（ラビ）役の上坂すみれら2015年に発表されたオーディオドラマと同キャストである9名の名前が発表され、加えて第1弾となるPV「ラーテル編」や、狩猟豹（チータ）、兎（ラビ）のビジュアルも公開された。第一弾PVの公開と共に発表されたオープニングテーマは、声優の南條愛乃とサウンドクリエイターの八木沼悟志によるユニット・fripSideの「killing bites」、エンディングテーマは9mm Parabellum Bulletの菅原卓郎と滝善充によるユニット・キツネツキの「ケダモノダモノ」。今作は2018年1月から3月まで真哉毎日放送ほか『アニメイズム』B2枠にて放送された。ナレーションは諏訪部順一が担当し第1章エピソードのアニメ化となっている。放送前週に出演声優陣による事前特番が放送された。

### スタッフ
- 原作 - 村田真哉、隅田かずあさ[38]
- 監督 - 西片康人[38]
- シリーズ構成 - 朱白あおい[38]
- キャラクターデザイン - 渡邊和夫[38]
- 美術監督 - 横松紀彦[7]
- 美術設定 - 池田祐二[7]
- 背景 - スタジオワイエス[7]
- 色彩設計 - 篠原愛子[7]
- CGディレクター - 後藤泰輔[7]
- モデリングスーパーバイザー - 金忠男[7]
- 3DCGI - しいたけデジタル[7]
- 2Dデザイン・モニターグラフィックス - 佐藤菜津子[7]
- 撮影監督 - 増元由紀大[7]
- 撮影 - グラフィニカ[7]
- 編集 - 長谷川舞[7]
- 音響監督 - 明田川仁[7]
- 音響効果 - 小山恭正[7]
- 音響制作 - マジックカプセル[7]
- 音楽 - 高梨康治[38]
- 音楽制作 - NBCユニバーサル・エンターテイメントジャパン
- プロデューサー - 黒須礼央、西雅太郎、竹枝義典、高木隆行、林俊安、今瀬千早、前田俊博
- アニメーションプロデューサー - 土田大亮
- アニメーション制作 - ライデンフィルム[38]
- 製作 - キリングバイツ製作委員会（NBCユニバーサル・エンターテイメントジャパン、フィールズ、創通、クリスマスホーリー/シーワン、メディコス、KLab、MBS）

### 主題歌
「killing bites」
fripSideによるオープニングテーマ。作詞・作曲・編曲は八木沼悟志。
「ケダモノダモノ」
キツネツキによるエンディングテーマ。作詞は菅原卓郎、作曲は滝善充。

### 各話リスト
| 話数       | サブタイトル                      | 脚本                  | 絵コンテ          | 演出                     | 作画監督                                                                 | 総作画監督      |
| ---------- | --------------------------------- | --------------------- | ----------------- | ------------------------ | ------------------------------------------------------------------------ | --------------- |
| 1st Bite   | 牙の鋭い方が勝つ                  | 朱白あおい            | 斗万旦一          | 斗万旦一 中川淳 駒田由貴 | 渡邊和夫、田澤潮                                                         | 渡邊和夫        |
| 2nd Bite   | やっばい惚れちゃいそう            | 風埜隼人              | 山内愛弥          | 山内愛弥                 | 阿部慈光                                                                 | 渡邊和夫        |
| 3rd Bite   | ほんっと何の取り柄もないんです    | 朱白あおい            | 阿部記之 斗万旦一 | 有冨興二                 | 小野晃、猿渡聖加 谷口守泰、木下由美子                                    | 田澤潮          |
| 4th Bite   | だから辞めろと言ったのよクズが!   | 阿久津拓矩 朱白あおい | 中川淳            | 中川淳                   | 吉田伊久雄、嘉村弘之 森悦史                                              | 渡邊和夫        |
| 5th Bite   | どんな風に犯ろうと、自由          | 小柳啓伍              | 阿久たすく        | 石郷岡範和               | 八木元基、沼田広                                                         | 田澤潮          |
| 6th Bite   | そんな事、私が知るか              | 風埜隼人              | 福田道生          | のがみかずお             | 阿部慈光、上野卓志 小梶慎也、本多弘幸                                    | 渡邊和夫        |
| 7th Bite   | だって…そういう気分なんだから     | 池田臨太郎            | 松尾衡            | 児谷直樹                 | Park Aeri Baek Gyeonghyeon Choi Inseop Han Nayeong Seo Seunghye 服部憲知 | 田澤潮          |
| 8th Bite   | やばい…やばいやばいやばいやばい!! | 小柳啓伍              | 渡邉哲哉          | 浅見松雄                 | 亀田朋幸、比久保弘之 坂口蒼星、福士真由美                                | 渡邊和夫        |
| 9th Bite   | それだけは絶対に曲げない!         | 江嵜大兄              | 山内愛弥          | 山内愛弥                 | 小野晃、菊池功一 國井美可子、久松沙紀                                    | 田澤潮          |
| 10th Bite  | 一緒に行こう                      | 風埜隼人              | 福田道生          | 又野弘道                 | 山﨑展義                                                                 | 渡邊和夫        |
| 11th Bite  | ママを…いじめるな                 | 小柳啓伍              | 斗万旦一          | 有冨興二 駒田由貴        | 吉田伊久雄、箕輪豊 中野良一、小梶慎也 本多弘幸                           | 田澤潮          |
| Final Bite | 今までありがとな                  | 朱白あおい            | 中川淳 斗万旦一   | 中川淳 山内愛弥          | 阿部慈光、上野卓志 森悦史、沼田広 坂口蒼星、嘉村弘之 八木元喜            | 渡邊和夫 田澤潮 |

### 放送局
| 放送期間                                              | 放送時間                     | 放送局    | 対象地域   | 備考                      |
| ----------------------------------------------------- | ---------------------------- | --------- | ---------- | ------------------------- |
| 2018年1月13日 - 3月31日                               | 土曜 2:25 - 2:55（金曜深夜） | 毎日放送  | 近畿広域圏 | 製作局                    |
|                                                       |                              | TBSテレビ | 関東広域圏 |                           |
| 2018年1月14日 - 4月1日                                | 日曜 0:30 - 1:00（土曜深夜） | BS-TBS    | 日本全域   | BS放送                    |
| 2018年1月17日 - 4月4日                                | 水曜 2:28 - 2:58（火曜深夜） | 静岡放送  | 静岡県     |                           |
|                                                       | 水曜 20:00 - 20:30           | AT-X      | 日本全域   | CS放送 / リピート放送あり |
| 毎日放送、TBSテレビ、BS-TBSでは『アニメイズム』B2枠。 |                              |           |            |                           |

インターネットでは毎日放送での放送直後、テレビ未放送のシーンを含めたディレクターズカット版がAmazonプライム・ビデオにて独占配信される。通常のテレビ放送版についてはAmazon公開の約3週間後にGyao!ストアなどで有料配信。

### BD
| 巻 | 発売日        | 収録話          | 規格品番  |
| -- | ------------- | --------------- | --------- |
| 1  | 2018年3月28日 | 第1話 - 第3話   | GNXA-2041 |
| 2  | 2018年4月27日 | 第4話 - 第6話   | GNXA-2042 |
| 3  | 2018年5月30日 | 第7話 - 第9話   | GNXA-2043 |
| 4  | 2018年6月27日 | 第10話 - 第12話 | GNXA-2044 |

### Webラジオ
篠崎舞役の赤﨑千夏と乃塒押絵役の原田彩楓がパーソナリティを務めるWebラジオ『Radioキリングバイツ〜獣人ウォッチング〜』が2017年12月29日から2018年4月6日まで音泉にて毎週金曜日に配信された。全15回。
　ゲスト
　・第1・15回 - 雨宮天
　・第2回 - 内田真礼 羽多野渉
　・第4回 - 原奈津子 岩佐夏芽
　・第9回 - 浅川悠
　・第14回 - 田中美海
| 毎日放送 アニメイズム B2 | 毎日放送 アニメイズム B2 | 毎日放送 アニメイズム B2 |
| 前番組                   | 番組名                   | 次番組                   |
| ------------------------ | ------------------------ | ------------------------ |
| 将国のアルタイル         | キリングバイツ           | 魔法少女サイト           |